# Arashio
L'Arashio (朝潮? lett. "Mare in tempesta") è stato un cacciatorpediniere della Marina imperiale giapponese, quarta unità della classe Asashio. Fu varato nel maggio 1937 dal cantiere Kawasaki di Kōbe.
Assegnato all'8ª Divisione poco prima dell'inizio delle ostilità nel Pacifico, tra il dicembre 1941 e il maggio 1942 operò in appoggio alle numerose azioni anfibie intraprese dalle forze armate giapponesi nelle Filippine e nelle Indie orientali olandesi, avendo inoltre un ruolo minore nella battaglia notturna nello Stretto di Badung (19-20 febbraio 1942). A inizio giugno fu tra le unità coinvolte nella grande battaglia delle Midway e subì danni piuttosto seri a causa di una bomba, che lo costrinsero a lunghe riparazioni. Tornò in azione nell'ottobre 1942 con base a Rabaul, completando alcune pericolose missioni di trasporto truppe verso le posizioni nipponiche nella Nuova Guinea orientale (segnatamente Buna). Dopo aver contribuito all'evacuazione di Guadalcanal all'inizio del febbraio 1943 e all'arrivo sicuro di un importante convoglio a Wewak, alla fine del mese lasciò Rabaul con altri cacciatorpediniere in difesa di un grosso convoglio diretto a Lae/Salamaua: il 3 marzo, nel corso della battaglia del Mare di Bismarck (2-4 marzo 1943) fu gravemente colpito e nel pomeriggio abbandonato dall'equipaggio supersitite; fu infine colato a picco da attacchi aerei il mattino seguente.

## Servizio operativo

### Costruzione
Il cacciatorpediniere Arashio fu ordinato nell'anno fiscale edito dal governo giapponese nel 1934. La sua chiglia fu impostata nel cantiere navale di Kōbe, gestito dalla Kawasaki, il 1º ottobre 1935 e il varo avvenne il 26 maggio 1937; fu completato il 30 dicembre dello stesso anno oppure, come suggerisce un'altra fonte, il 20 dicembre 1937. All'inizio degli anni quaranta la nave formò con l'Oshio, l'Asashio e il Michishio l'8ª Divisione cacciatorpediniere, dipendente dalla 2ª Squadriglia della 2ª Flotta.

### 1941-1942
Passato al comando del capitano di fregata Hideo Kuboki all'inizio degli anni quaranta, l'Arashio lasciò il 29 novembre 1941 lo Stretto di Terashima con il resto della propria unità e si diresse alla base militare di Mako nelle Pescadores, dove tutte le navi si ancorarono il 2 dicembre. Sei giorni più tardi salpò inquadrato nel corpo principale della 2ª Flotta del viceammiraglio Nobutake Kondō, che funse da gruppo di copertura a distanza delle contemporanee operazioni anfibie in Malesia e nelle Filippine sino al 24 dicembre. Rientrato a Mako, ne partì il 31 con le unità sorelle per scortare il convoglio recante il terzo scaglione della 25ª Armata a Singora (Malesia), quindi la divisione si fermò il 5 gennaio 1942 a Hong Kong, da poco occupata. L'11 l'Arashio e il resto del reparto salparono a fianco di un convoglio d'invasione per Davao, che fu conquistata senza difficoltà; il 31 ripartirono di scorta ai trasporti indirizzati sull'isola di Ambon nelle Indie olandesi e dall'8 febbraio protessero il gruppo d'occupazione di Makassar. Dopo la riuscita di queste operazioni, l'Arashio e i gemelli furono assegnati alla difesa degli sbarchi a Bali e Lombok, avvenuti la mattina del 18 febbraio. La notte del 19-20 febbraio la squadra da battaglia dell'ABDA Command attaccò in due distinte riprese attraverso lo Stretto di Badung: l'Arashio, che si trovava a guardia del danneggiato Sagami Maru, intervenne solo verso la fine del combattimento e, dopo aver scambiato poche cannonate, prese al rimorchio il Michishio pesantemente colpito, trainandolo sino alla baia di Makassar. Qui rimase sino a inizio marzo, quando salpò alla volta dell'arsenale di Yokosuka, raggiunto il 25 dopo una tappa alle isole Palau: il 10 aprile l'intera 8ª Divisione cacciatorpediniere passò alle dipendenze della 4ª Squadriglia, sempre sottoposto alla 2ª Flotta, e poco dopo l'Arashio divenne ammiraglia, accogliendo a bordo il capitano di fregata Nobuki Ogawa con il rispettivo stato maggiore. Il 24 partì con l'Asashio per Corregidor e prese parte al blocco dell'isola, ultima roccaforte statunitense nelle Filippine; dopo la resa finale pattugliò le acque circostanti e il 13 maggio si ancorò nella rada di Manila, fece rifornimento e per il 18 era a Kure. Appena quattro giorni più tardi scortò la 7ª Divisione incrociatori (viceammiraglio Takeo Kurita) sino a Guam, nel quadro dei vasti movimenti della Flotta Combinata per la battaglia delle Midway. L'Arashio e l'Asashio ebbero ordine, il pomeriggio del 4 giugno, di affiancare gli incrociatori in un bombardamento dell'atollo, poi annullato il 5 giugno; rimasti indietro per proteggere il Mikuma e il Mogami addivenuti a una collisione, nel corso del 6 giugno furono coinvolti in duri attacchi aerei portati dai gruppi imbarcati statunitensi che ridussero a un relitto il Mikuma. L'Arashio raccolse parte dei 240 marinai gettatisi in mare, ma alle 14:45 incassò una bomba che esplose sul ponte tra i naufraghi, facendone strage. Lo scoppio uccise inoltre trentasette membri dell'equipaggio e provocò decine di feriti (compreso il comandante Ogawa), ma il cacciatorpediniere riuscì a ripiegare con il gemello alla grande base oceanica di Truk, di scorta al Mogami. Provvisoriamente riparato dalla nave officina Akashi, il 15 luglio salpò in direzione dell'arsenale di Sasebo dove si fermò il 23 luglio. Nel frattempo, esattamente il 14 luglio, siccome tutti i suoi componenti erano in riparazione, l'8ª Divisione fu designata "riserva speciale" e rimossa dall'ordine di battaglia della Marina imperiale: l'Arashio stesso fu temporaneamente classificato come nave da servizio speciale.
I lavori si conclusero solo il 20 ottobre e il 12 novembre l'Arashio poté mollare gli ormeggi e dirigere per Rabaul, principale base nipponica nel teatro del Pacifico sud-occidentale: fu subito impegnato in missioni di trasporto truppe verso Buna, avvenute il 22 novembre, il 1º e l'8 dicembre; quest'ultima dovette però essere interrotta a causa degli attacchi aerei statunitensi. La traversata fu ritentata l'11 dicembre, passando però dalle più settentrionali isole dell'Ammiragliato allo scopo di ridurre le possibilità di localizzazione; il 14, comunque, entre era di ritorno, l'Arashio fu attaccato e mancato di poco da alcuni ordigni, subendo danni superficiali e alcune vittime. Due giorni dopo formò con i cacciatorpediniere Inazuma, Isonami, Suzukaze e l'incrociatore leggero Tenryu la squadra di protezione al gruppo di rifornimento per Madang, ovvero i due incrociatori ausiliari Aikoku Maru e Gokoku Maru aventi a bordo due battaglioni della 5ª Divisione fanteria (già prelevati da Ambon). La missione si svolse senza incidenti e il 20 dicembre tutte le navi tornarono a Rabaul. Il 26 e 27 l'Arashio completò con successo il trasferimento di truppe dalla base alla Nuova Georgia, passando per le isole Shortland, e rientrò indenne a Rabaul.

### 1943 e l'affondamento
Il 2 gennaio 1943 l'Arashio partecipò, con funzioni di difesa, a uno dei disperati viaggi di rifornimento verso Guadalcanal, al largo della quale venivano rilasciati fusti stagni ripieni di munizioni e vettovaglie per gli affamati reparti nipponici sull'isola; il 10 gennaio fu invece tra le navi che li depositarono in acqua. Il 26 seguì un convoglio carico di artiglierie per la guarnigione di Kolombangara, viaggio che si risolse senza incidenti, e dal 1º al 7 febbraio fu tra i numerosi cacciatorpediniere che eseguirono l'evacuazione di Guadalcanal, operando quasi sempre come trasporto rapido. Conclusa la dura campagna, il 13 febbraio salpò assieme all'Oshio per accompagnare due trasporti alla base di Wewak, dove le due unità rimasero a guardia delle operazioni di scarico. Il 20, durante il viaggio di ritorno, l'Oshio fu colato a picco da un sommergibile e l'Arashio, raccolti i naufraghi, tornò in serata a Rabaul. Cinque giorni più tardi passò con il resto della divisione alla 3ª Squadriglia cacciatorpediniere, dipendente dall'8ª Flotta. A fine mese partì con il gemello Asashio e altri sei cacciatorpediniere in difesa di un importante convoglio di otto trasporti, destinato a portare sostanziali rinforzi e rifornimenti alle precarie posizioni giapponesi di Lae e Salamaua in Nuova Guinea. La formazione non fu scoperta sino a quando non si trovò all'altezza degli Stretti di Dampier e Vittiaz e subì un devastante attacco aereo la mattina del 3 marzo, nel Mar di Bismarck, reiterato il giorno successivo. L'Arashio fu quasi subito sottoposto a mitragliamenti e avariato da alcune bombe; fuori controllo, urtò con violenza il trasporto Nojima del pari devastato. L'Asashio tentò il salvataggio degli uomini a bordo ma fu repentinamente affondato dalla seconda ondata di bombardieri e, solo nel pomeriggio, il cacciatorpediniere Yukikaze fu capace di accogliere 176 marinai, mentre sull'Arashio abbandonato rimasero settantadue morti, incluso il capitano Kuboki. Lo scafo in rovina fu affondato il 4 marzo dai velivoli alleati 55 miglia a sud-est di Finschhafen (7°15′S 148°15′E).
Il 1º aprile 1943 l'Arashio fu depennato dalla lista del naviglio in servizio con la Marina imperiale.